# Anton Babikov
Anton Igorevitj Babikov (ryska: Антон Игоревич Бабиков), född 2 augusti 1991, är en rysk skidskytt som ingick i det ryska herrlag som vann guld i stafett vid VM 2017. I december 2016 vann han sin karriärs första individuella världscupseger, det skedde vid jaktstarten i Östersund, Sverige.